# Крокіс
Кро́кі́с, або сафло́р, світлушка (Carthamus L.) — рід однорічних, рідше дворічних або багаторічних рослин родини айстрових. Види роду поширені у Європі, північній і північно-східній Африці, західній, центральній і південно-західній Азії; деякі види інтродуковані за межі первинного ареалу, зокрема до Північної й Південної Америк, Австралії, південно-східної та східної Азії.

## Використання
В Україні в культурі: крокіс фарбувальний (Carthamus tinctorius L.) — фарбувальна рослина, з квіток якої добувають фарбу — картамін, що її вживають для фарбування тканин і харчових продуктів. Насіння містить 15 — 37 % напіввисихаючої олії, яку використовують в їжу, для виготовлення маргарину, оліфи, лінолеуму, вощанки.

## Види
За даними спільного інтернет-проекту Королівських ботанічних садів у К'ю і Міссурійського ботанічного саду The Plant List рід Carthamus налічує 48 визнаних видів:
- Carthamus arborescens L.
- Carthamus atractyloides (Pomel) Greuter
- Carthamus baeticus (Boiss. & Reut.) Nyman
- Carthamus balearicus (J.J.Rodr.) Greuter
- Carthamus boissieri Halácsy
- Carthamus caeruleus L.
- Carthamus calvus (Boiss. & Reut.) Batt.
- Carthamus carduncellus L.
- Carthamus carthamoides (Pomel) Batt.
- Carthamus catrouxii (Emb. ex Maire) Greuter
- Carthamus cespitosus (Batt.) Greuter
- Carthamus chouletteanus (Pomel) Greuter
- Carthamus creticus L.
- Carthamus curdicus Hanelt
- Carthamus dentatus Vahl
- Carthamus dianius (Webb) Sch.Bip.
- Carthamus duvauxii (Batt.) Batt.
- Carthamus eriocephalus (Boiss.) Greuter
- Carthamus flavescens Willd.
- Carthamus fruticosus Maire
- Carthamus glaucus M.Bieb.
- Carthamus gypsicola Iljin
- Carthamus helenioides Desf.
- Carthamus hispanicus (Boiss. ex DC.) Sch.Bip.
- Carthamus ilicifolius (Pomel) Greuter
- Carthamus lanatus L.
- Carthamus leucocaulos Sm.
- Carthamus lucens (Ball) Greuter
- Carthamus mareoticus Delile
- Carthamus matritensis (Pau) Greuter
- Carthamus mitissimus L.
- Carthamus multifidus Desf.
- Carthamus nitidus Boiss.
- Carthamus oxyacantha M.Bieb.
- Carthamus pectinatus Desf.
- Carthamus persicus Desf. ex Willd.
- Carthamus pinnatus Desf.
- Carthamus plumosus (Pomel) Greuter
- Carthamus pomelianus (Batt.) Batt.
- Carthamus reboudianus (Batt.) Batt.
- Carthamus rechingeri P.H.Davis
- Carthamus rhaponticoides (Pomel) Greuter
- Carthamus rhiphaeus Font Quer & Pau
- Carthamus strictus (Pomel) Batt.
- Carthamus tamamschjanae Gabrieljan
- Carthamus tenuis (Boiss. & Blanche) Bornm.
- Carthamus tinctorius L.
- Carthamus turkestanicus Popov